# جيولا كلوغر
جيولا كلوغر (بالمجرية: Gyula Kluger)‏ هو لاعب شطرنج مجري، ولد في 15 يناير 1914 في شاتوراياويهي ‏ في المجر، وتوفي في 23 سبتمبر 1994 في بودابست في المجر.

## وصلات خارجية
- جيولا كلوغر على موقع مباريات الشطرنج (الإنجليزية)
- جيولا كلوغر على موقع 365Chess.com (الإنجليزية)
- جيولا كلوغر على موقع Chesstempo.com (الإنجليزية)
- جيولا كلوغر سجل أولمبياد الشطرنج على موقع OlimpBase.org (الإنجليزية)